# Mustjala (plaats)
Mustjala (Duits: Mustelhof) is een plaats in de Estlandse gemeente Saaremaa, provincie Saaremaa. De plaats heeft de status van dorp (Estisch: küla) en heeft 246 inwoners (2021).
Tot in oktober 2017 was Mustjala de hoofdplaats van de gelijknamige gemeente. In die maand ging Mustjala op in de fusiegemeente Saaremaa.

## Geschiedenis
Mustjala werd voor het eerst genoemd in 1592 onder de naam Mustell. Rond 1605 werd een landgoed Mustjala gesticht. Het was eigendom van de staat, dus vanaf 1721 van het Keizerrijk Rusland. In de late 18e eeuw werd een eenvoudig houten landhuis gebouwd, dat bewaard is gebleven. Het doet dienst als bibliotheek.
Tussen 1930 en 1977 heette Mustjala Alevi.
De kerk van Mustjala is gewijd aan Sint Anna, maar vernoemd naar Anna Schestädt, de vrouw van de Deense gouverneur die opdracht gaf in Mustjala een kapel te laten bouwen. De kapel kwam gereed in 1605 en werd tussen 1861 en 1863 vervangen door een kerk in eclectische stijl. Het ontwerp was van de Petersburgse architect David Grimm. Het orgel is gebouwd in 1903 door Gustav Terkmann (1850–1924). De altaarschildering ‘Christus aan het kruis’ is in 1938 vervaardigd door Rudolf Sepp (1902–1980).
Mustjala heeft ook een orthodoxe kerk, de kerk van de profeet Elias (Estisch: Mustjala Prohvet Eeliase kirik). De kerk is in kalksteen gebouwd in 1873 en behoort toe aan de Estische Apostolisch-Orthodoxe Kerk. De architect was Karl Heinrich Scheel.
Tussen 1873 en 1917 had Mustjala ook een orthodoxe parochieschool.

## Foto's

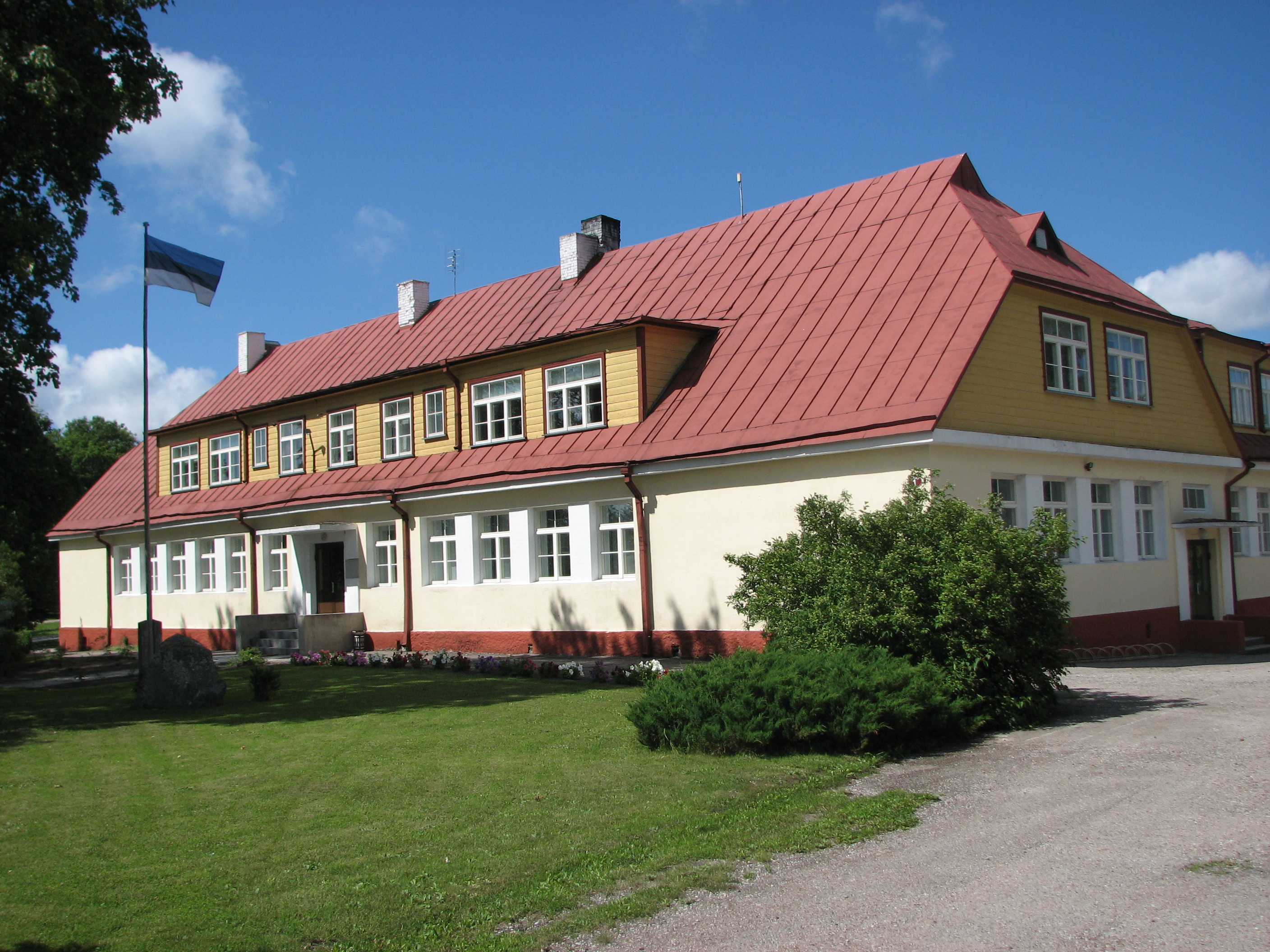
Basisschool
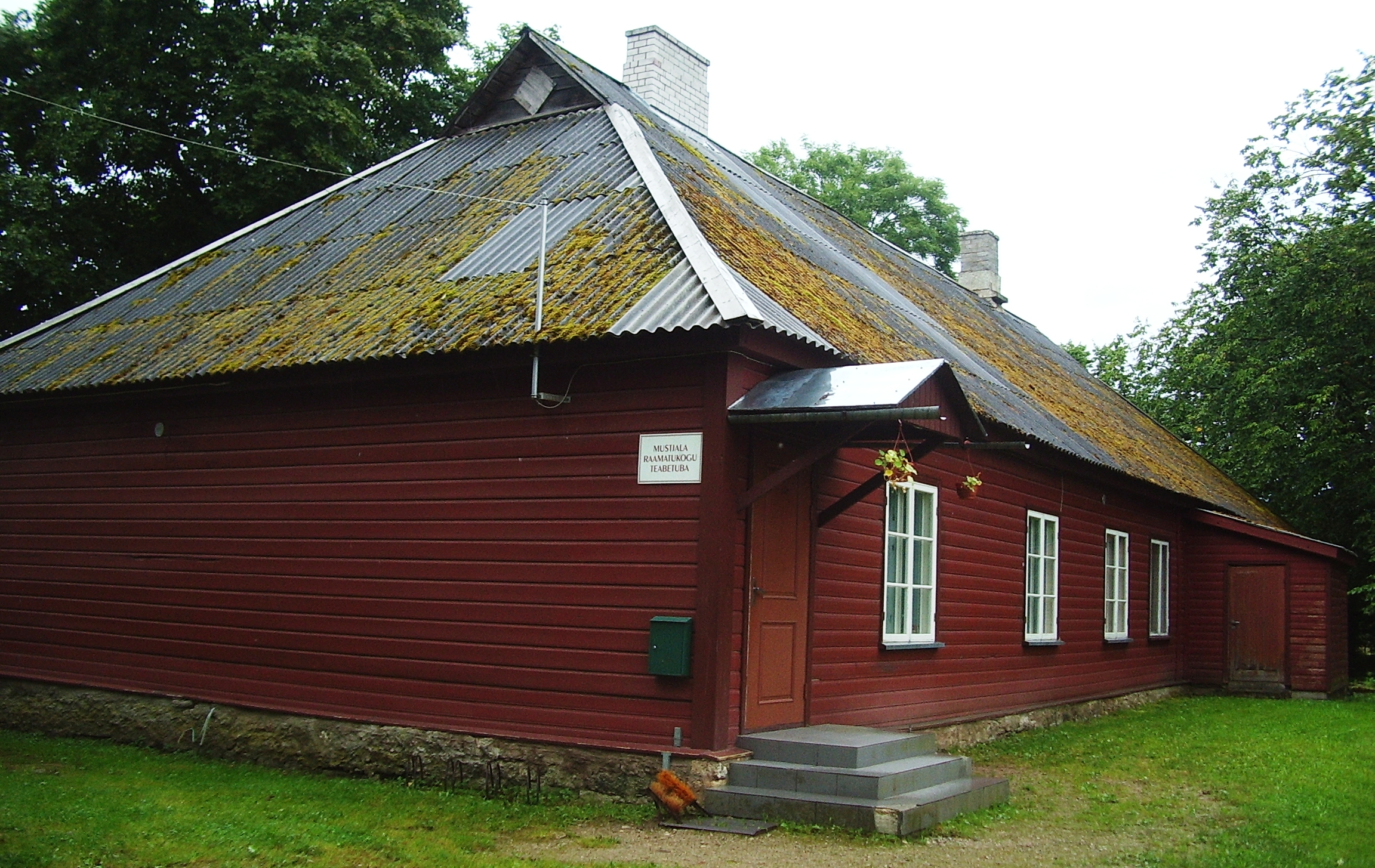
Bibliotheek
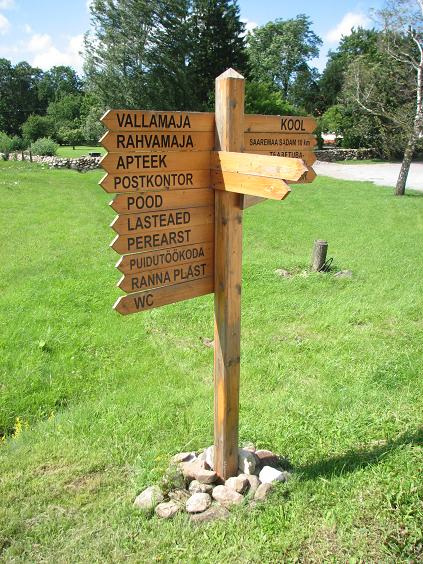
Wegwijzer
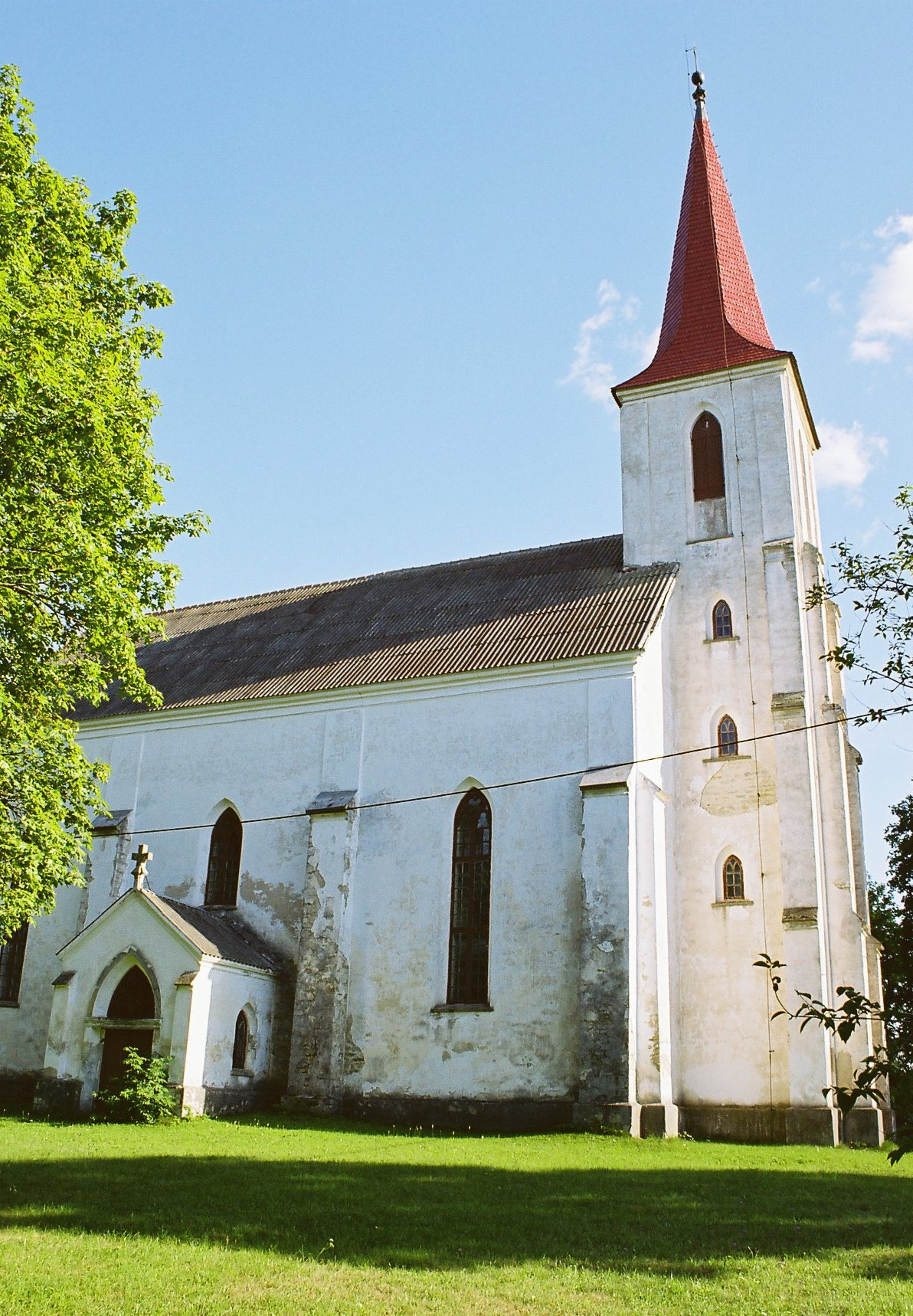
Kerk van Sint-Anna
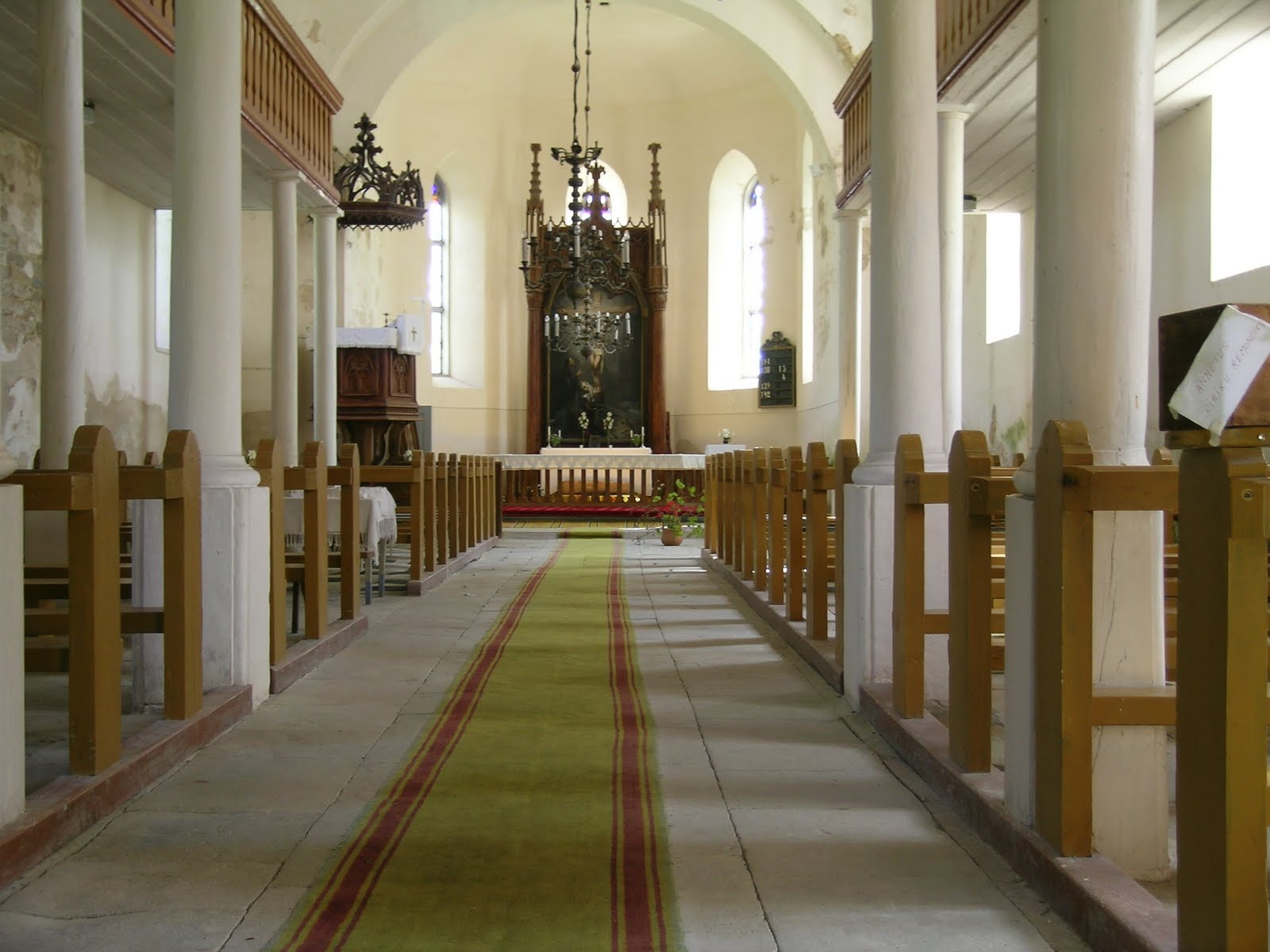
Interieur
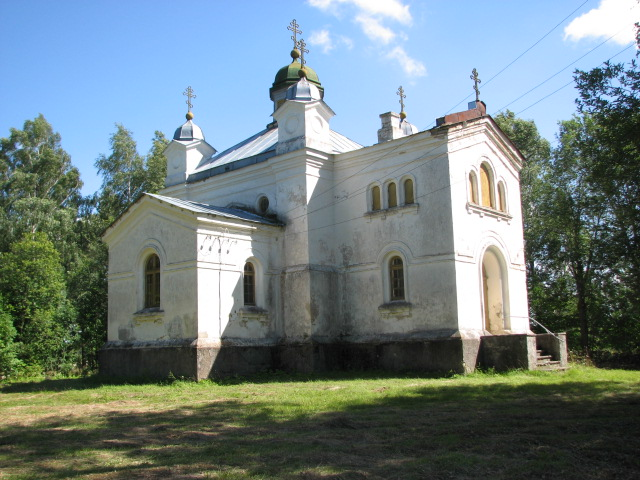
Kerk van de profeet Elias